# Philipp Dinges
Philipp Dinges (* 1985) ist ein deutscher Handballschiedsrichter aus Stutensee. Er gehört zum Elitekader des DHB und ist seit 2001 Schiedsrichter.

## Karriere
Dinges wurde 2001 Schiedsrichter. Zunächst pfiff er zusammen mit Daniel Kirsch bis hin zur Handball-Bundesliga. Nach verletzungsbedingtem Ausscheiden seines Gespannpartners bildete er seit 2018 zusammen mit Tobias Schmack ein Gespann. Auch dieser beendete seine Karriere als Schiedsrichter, sodass Dinges seit 2023 zusammen mit Fabian Baumgart das Gespann Baumgart/Dinges bildet. Durch den Wechsel des Gespannpartners stieg Dinges vom Eliteanschlusskader in den Elitekader des DHBs auf, da sein neuer Gespannpartner Baumgart vorher auf internationaler Ebene Spiele leiten durfte. Dinges hat 414 Handballspiele auf Ebene des DHBs geleitet.

## Privates
Hauptberuflich arbeitet Dinges als Gymnasiallehrer.